# Monte Song

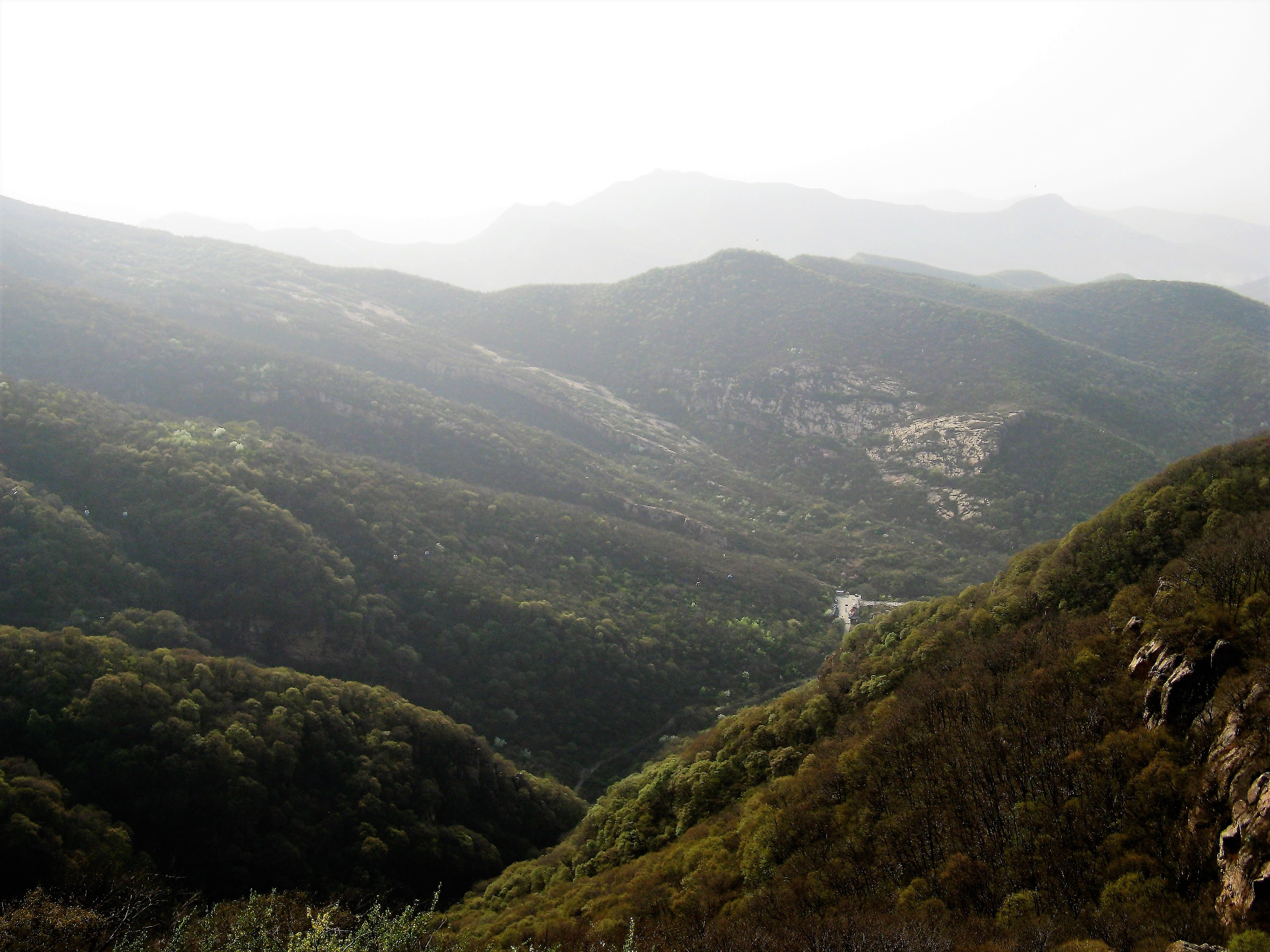
Vista de la base del monte Song desde Tiantai.

El monte Song o Songshan (Chino simplificado: 嵩山; Pinyin: Sōng Shān) es una de las cinco montañas sagradas del taoísmo. Está situada en la provincia de Henan, en la orilla sur del río Amarillo. Como las otras montañas taoístas es, en realidad, un conjunto de montañas que, en este caso, alcanzan los 1.500 m.
Songshan es la montaña Central de las cinco montañas taoístas. Las otras conforman los cuatro puntos cardinales. Es la central por su posición geográfica y por ser la más visitada por los emperadores. A sus pies se encuentra la ciudad de Dengfeng, que posee nueve lugares considerados Patrimonio de la Humanidad por la UNESCO.

## El geoparque
En este lugar se encuentra también un geoparque (el Songshan Stratigraphic Structure National Geopark) perteneciente a un programa de la UNESCO creado para conservar los lugares de interés geológico. En este caso, la unión de tres orogénesis: Songyang, de 2.500 millones de años; Zhingyue, de 1850 millones de años, y Shaolin, de 570 millones de años.

## Los templos
El monte Song y sus cercanías son populares por sus templos budistas y taoístas. Destaca sobre todo un famoso monasterio budista, el templo de Shaolin, considerado lugar de nacimiento del budismo zen. Posee además la colección de estupas más grande de China. Aquí se instaló el primer patriarca del templo shaolín, el monje indio Batuo, en cuyo honor el emperador Xiaowen de Wei del Norte construyó en 495 este templo.
También se encuentra aquí el templo taoísta de Zhongyue, uno de los primeros templos taoístas del país. Tanto este como el templo Shaolin son Patrimonio Mundial.